# Porpora trombocitopenica temporanea
La porpora trombocitopenica temporanea (PTT) è una patologia che comporta una diminuzione delle piastrine nel sangue e un rischio maggiore di avere perdite di sangue dalle mucose (epistassi, ciclo mestruale abbondante, rettofagie).
Non essendo una patologia scatenata dal nostro DNA ma effetto di una cura a base ibuprofenica non rimane attiva a lungo, al contrario delle patologie scatenate dal nostro DNA come la Porpora Trombocitopenica Autoimmune, il Morbo Werlhof o la Piastrinopenia autoimmune.

## Sintomi
I sintomi sono petecchie, ematomi, gengivorragia, stanchezza, affaticamento generale e sonnolenza.